# 亚麻荠

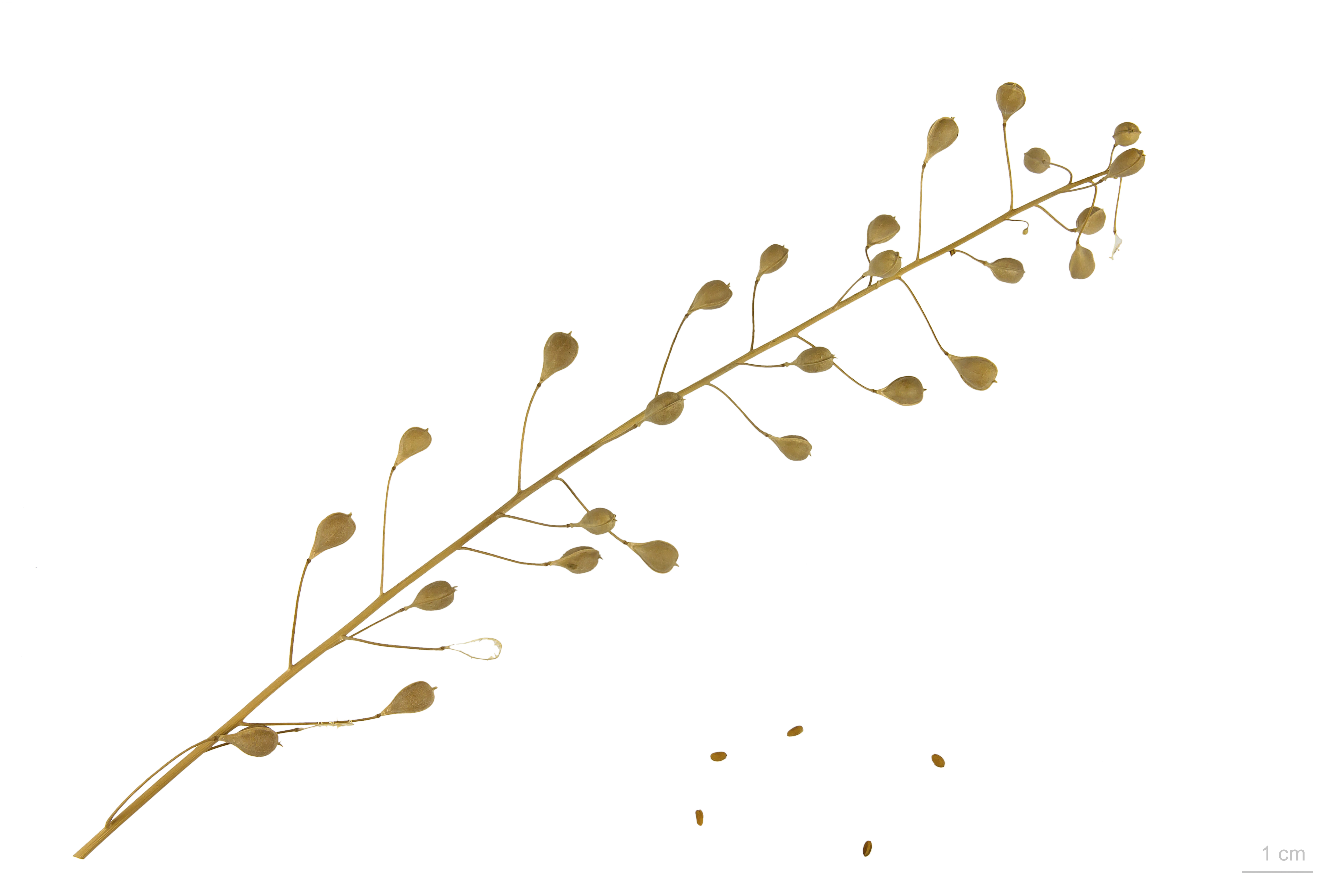
Camelina sativa

亚麻荠（学名：Camelina sativa）为十字花科亚麻荠属下的一个种。又稱為 薺藍、亞荸薺、假亞麻。原產於歐洲和中亞地區，但主要在歐洲和北美種植作為油籽作物。它與亞麻科（Linaceae）的亞麻無關。

## 用語
亞麻薺的學名為Camelina Sativa，中文名稱有薺藍、亞荸薺、假亞麻。
亞麻薺的商業用途Camelina Oil另有多種漢語譯文。在台灣，在食用油領域，有稱為「薺藍籽油」、「亞麻薺油」、「亞荸薺油」，其實皆意指由亞麻薺種子榨取而來的 camelina oil。

## 描述
作為一種夏季或冬季一年生植物，亞麻薺（camelina）的高度可達30至120公分（12至47英寸），具有在成熟時木質化的分枝莖。葉子在莖上交替排列，呈矛形，長度為2至8公分（0.79至3.15英寸），寬度為2至10毫米（0.079至0.394英寸）。葉子和莖部可能部分有毛。它在英國在6月至7月間開花。亞麻薺的花朵豐富，有四片花瓣，淡黃色，呈十字形。種子為梨形帶有短喙，種子呈棕色或橙色，長度為2至3毫米（0.079至0.118英寸）。

## 歷史
亞麻薺（C. sativa）傳統上被種植為一種油籽作物，用於生產植物油和動物飼料。大量考古證據表明，它在歐洲種植已有至少3,000年的歷史。最早的發現地點包括瑞士奧弗尼埃（Auvernier）的新石器時代遺址（可追溯到公元前二千年），希臘Pefkakia的銅石時代遺址（可追溯到公元前三千年）以及羅馬尼亞的Sucidava-Celei（約公元前2200年）。在青銅時代和鐵器時代，它是希臘北部重要的農作物，超出了當時橄欖樹的分布範圍。顯然，在羅馬帝國時期，它仍然被種植，儘管其希臘和拉丁名稱不詳。早在公元前600年，它就被單一種植在萊茵河流域周圍，並且被認為主要是通過與亞麻單一種植作物一起作為雜草的方式傳播。
直到1940年代，亞麻薺在東歐和中歐都是一種重要的油籽作物，目前仍然在歐洲的一些地方種植以生產其種子油。亞麻薺油曾用於油燈（直到現代開始利用天然氣、丙烷和電力）以及作為可食用油（亞麻薺油，也稱為薺藍籽油或亞荸薺油）。它可能是不經意地隨亞麻籽一起帶到北美的雜草，直到近代才具有有限的商業重要性。目前，與世界各地商業種植的其他油籽相比，亞麻薺的育種潛力尚未得到充分開發。

## 營養價值
這一作物目前受到研究的關注，因為其非常高的omega-3脂肪酸含量（高達45％），這在植物來源中相當罕見。亞麻薺種子含有38至43％的油和27至32％的蛋白質。冷壓亞麻薺油(又稱：薺藍籽油、亞荸薺油)中超過50％的脂肪酸是多元不飽和脂肪酸。該油還富含天然抗氧化劑，如生育酚，使這種高穩定性的油極不容易氧化和變質。它含有1-3％的芥酸；最近，引入了幾種低芥酸和零芥酸的亞麻薺（其芥酸含量低於1％）。亞麻薺油的維生素E含量約為每100克約110毫克。它被用作烹飪油，具有杏仁般的味道和香氣。
亞麻薺油、菜籽油、亞麻籽油和葵花籽油的典型脂肪酸含量（以百分比表示）
|                  | 16:0 | 18:0 | 18:1 | 18:2 (omega-6) | 18:3 (omega-3) | 20:0 | 20:1 | 22:1 |
| ---------------- | ---- | ---- | ---- | -------------- | -------------- | ---- | ---- | ---- |
| Camelina亞麻薺油 | 7.8  | 3.0  | 16.8 | 23.0           | 31.2           | 0    | 12.0 | 2.8  |
| Canola菜籽油     | 6.2  | 0    | 61.3 | 21.6           | 6.6            | 0    | 0    | 0    |
| Flax亞麻籽油     | 5.3  | 3.1  | 16.2 | 14.7           | 59.6           | 0    | 0    | 0.9  |
| Sunflower葵花油  | 6.0  | 4.0  | 16.5 | 72.4           | 0              | 0    | 0    | 0    |

## 扩展阅读
- 維基物種上的相關：亚麻荠

1. ↑  . Reader's Digest. ISBN 978-0-276-00217-5.
2. ↑  Daniel Zohary and Maria Hopf. . Oxford: University Press. 2000: pp. 138f.
3. ↑  Jones, G.; Valamoti, S.M. . Vegetation History and Archaeobotany. 2005,. 14 (4): 571–577. doi:10.1007/s00334-005-0004-z.
4. ↑  Megaloudi, Fragkiska. . Oxford: Archaeopress. 2006. ISBN 1-84171-949-8.
5. ↑  Dalby, Andrew. . Routledge. 2003. ISBN 0-415-23259-7.
6. 1 2  D. T. Ehrensing; S. O. Guy.  (PDF).   [2023-09-07]. （原始内容 (PDF)存档于2011-05-15） –Oregon State University Extension Service.
7. ↑  D.H. Putnam, J.T. Budin, L.A. Field, and W.M. Breene. . New crops: 314-322.   [2023-09-07]. （原始内容存档于2023-09-07）.
8. ↑  Gugel, R.K. and Falk, K.C. . Can. J. Pl. Sci. 2006, 86: 1047–1058.
9. ↑  Sampath, Anusha. . Wayback Machine. 2009  [2023-09-07]. （原始内容存档于2023-09-07）.
10. ↑  Rainer Höfer. . Google Books. : 208.